# سريكة (جنس)
السَّريكة هو جنس من مجموعة أكال الورق في فصيلة الجعليات. ثمة ما لا يقل عن 100 نوع موصوف منها.